# Houshan, Sichuan
Houshan (kinesiska: 后山镇, 后山) är en köping i Kina. Den ligger i provinsen Sichuan, i den sydvästra delen av landet, omkring 330 kilometer sydost om provinshuvudstaden Chengdu. Antalet invånare är 21 956. Befolkningen består av 10 301 kvinnor och 11 655 män. Barn under 15 år utgör 25,0 %, vuxna 15-64 år 64 %, och äldre över 65 år 10,0 %.
Genomsnittlig årsnederbörd är 1 152 millimeter. Den regnigaste månaden är juli, med i genomsnitt 200 mm nederbörd, och den torraste är januari, med 23 mm nederbörd.